# Gewone klit
De gewone klit of kleine klit (Arctium minus) is een vaste plant, die tot de composietenfamilie (Asteraceae) behoort. De plant komt in het wild voor in Europa en Azië. De gewone klit onderscheidt zich van de grote klit doordat de bladsteel van de rozetbladen bij de grote klit gevuld en bij de gewone klit aan de voet hol is.
De gewone klit komt voor op open, vochtige, zeer voedselrijke en omgewerkte grond, en is zeer algemeen. De plant heeft een penwortel en kan 0,5-2,5 m lang worden.

De plant bloeit van juni tot september met paarse bloem in hoofdjes. De stekels meegerekend zijn de bovenste bloemhoofdjes van de gewone klit 1,5-3 cm breed. De hoofdjes zijn tros- of aarvormig gerangschikt en zitten meest afzonderlijk op een steel, maar er komen ook ongesteelde voor. De soort is zeer variabel. De 5 mm lange vruchtjes zijn aan de bovenkant bezet met stijve haartjes.

## Ecologie
De gewone klit komt in bermen, ruigten en op open plekken in bossen. De vruchten worden verspreid doordat ze aan de vacht van dieren blijven hangen. Ook blijven ze aan kleding hangen.

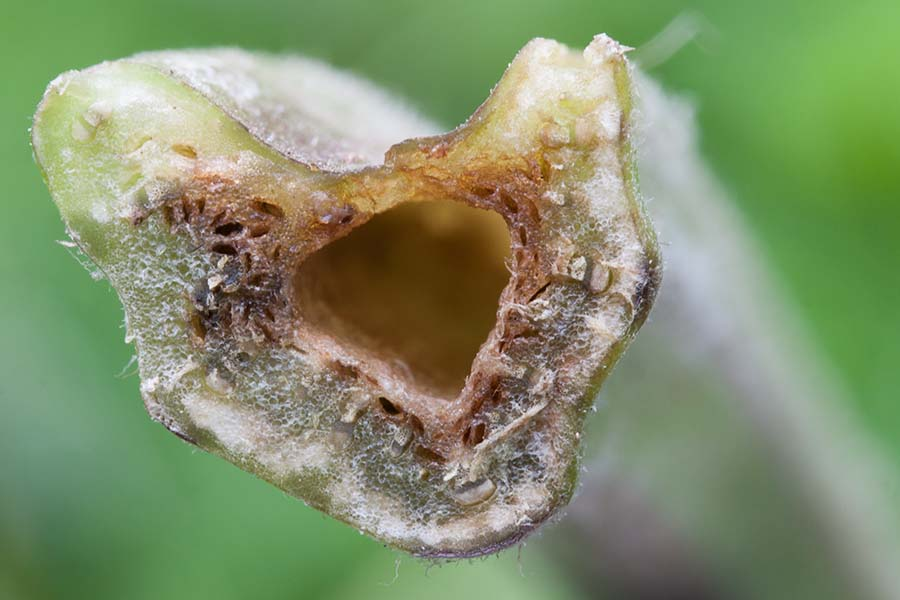
doorsnede aan de voet van de bladsteel

## Toepassingen

### Groente
De penwortel van jonge planten kan gegeten worden als pastinaak. In Europa wordt de plant bijna niet meer gegeten, maar in Azië is het nog een populaire groente. Jonge bloeistengels kunnen in het late voorjaar voordat de bloemen verschijnen ook gegeten worden. De smaak lijkt wat op die van artisjok.

### Volksgeneeskunde
De klit is volgens de volksgeneeskunde vochtafdrijvend en bloedreinigend. De plant zou ook tegen gewrichtreuma, zweren, maagklachten, haaruitval en roos werkzaam zijn. Voor medicinaal gebruik wordt de wortel in de herfst van het eerste groeijaar of in het daaropvolgend voorjaar geoogst en gedroogd.